# Достатъчно (филм)
„Достатъчно“ (на английски: Enough) е американски филм (драма-трилър) от 2002 година.
Режисьор на филма е Майкъл Ейптид. Главните роли играят Ноа Уайли, Джулиет Луис, Теса Алън, Дженифър Лопес, Бил Кембъл.
Премиерата на филма е на 24 май 2002 г. Бюджетът на филма достига $38 000 000, а брутните приходи от него – $40 007 742.
Филмът получава предимно отрицателни отзиви от критиците.